# ジョン・ストール (第2代ストール男爵)
第2代ストール男爵ジョン・ストール（英語: John Stawell, 2nd Baron Stawell、1668年頃/1669年頃 – 1692年11月30日）は、イングランド貴族。

## 生涯
初代ストール男爵ラルフ・ストールと1人目の妻アン・リーヴス（Anne Ryves、1670年12月3日没、ジョン・リーヴスの娘）の息子として、サマートンで生まれた。1683年5月7日、オックスフォード大学セント・ジョンズ・カレッジに入学した。
1689年8月5日に父が死去すると、ストール男爵の爵位を継承、11月14日に貴族院にはじめて登院した。
1691年春、マーガレット・セシル（1672年4月18日洗礼 – 1728年2月21日、第3代ソールズベリー伯爵ジェームズ・セシルの娘）と結婚、1女をもうけた。
- アン（1727年8月3日没） - 1710年4月26日以降、ジョン・バーバー（John Baber、1765年3月26日没）と結婚

最後の貴族院登院となる1692年11月19日から2週間にも満たない1692年11月30日に死去、ロー・ハムで埋葬された。弟ウィリアムがストール男爵の爵位を継承した。死去時点で多額の債務を残しており、債務整理に関する審議が1694年4月まで続いた。その後、残った地所は娘アンが継承した。